# Ancien château de Fontenailles
Ne doit pas être confondu avec Château de Fontenailles.
L' ancien château de Fontenailles est un château qui était situé sur la commune de Lorges, dans le département de Loir-et-Cher, et dont il subsiste un puits du 16e siècle, inscrit aux monuments historiques depuis le 8 septembre 1928.

## Histoire
Construit au 16e siècle, il remplaçait une construction plus ancienne qui existait déjà en 1400. Aux 17e et 18e siècles, le château était la propriété de la famille protestante Du Candal  qui l'avait acquis de la famille de Lyon en 1609. Il sera vendu par Jacques du Vigier, héritier d' Isaac II du Candal en 1759 à Charles François Tassin de Charsonville. Le château changera ensuite plusieurs fois de propriétaire. 
En 1855, sur un plan cadastral, il est noté « en démolition ». Aujourd'hui, seul subsiste un beau puits à dôme de pierre posé sur trois colonnes. Un plan détaillé du château ainsi qu' une image en vue cavalière datant de 1620-1625 sont conservés aux archives du Loir-et-Cher .